# 존 트루델

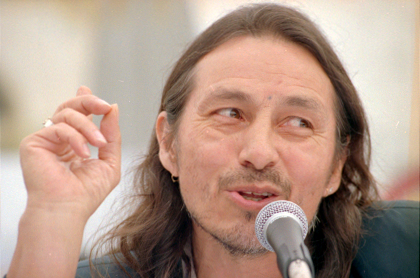

존 트루델(John Trudell, 1946년 2월 15일 ~ 2015년 12월 8일)은 미국의 저자, 시인, 배우, 음악가, 정치활동가이다. 네브래스카주 오마하에서 1946년 2월 15일에 태어났다.

## 참여 영화 작품
- 붉은 사슴비
- 죽음의 땅 (1994년 영화)
- 선택 (1996년 영화)
- 스모크 시그널스
- 다크 블러드